# Shirley Ardener
Shirley G. Ardener est une anthropologue et écrivaine britannique, pionnière de l'études des femmes qui travaille avec le peuple Bakweri au Cameroun depuis les années 1950, d'abord avec son mari Edwin Ardener. 

## Carrière
En 1964, elle a publié une importante analyse des formes de crédit qui a influencé les travaux ultérieurs sur l'économie informelle et les systèmes de microcrédit. Son travail d'éditrice a permis la publication de nombreux textes clés tels que Perceiving Women en 1975. Cette collection comprend également son essai Sexual Insult and Female Militancy, un texte fondateur qui démontre comment le personnel peut être rendu profondément politique.
Elle a contribué à la création et a été la directrice fondatrice du Centre for Cross-Cultural Research on Women (CCCRW) à Queen Elizabeth House à Oxford, de manière informelle depuis 1973, de manière formelle depuis 1983. Le CCCRW est maintenant devenu le Centre international d'études sur le genre (IGS) basé à Lady Margaret Hall à Oxford.
Elle était la rédactrice du procès-verbal de la réunion que Dag Hammarskjöld a tenue au Cameroun à l'approche de l'indépendance du Cameroun le 2 janvier 1959.

## Prix et distinctions
Ardener a reçu la médaille de bienvenue pour l'anthropologie en 1962,. Elle a reçu l'OBE en 1991.

## Œuvres
- Perceiving Women, Berg Publications, 1975
- Defining Females, Berg, 1978
- Women and Space; ground rules and social maps, Berg, 1981
- The Incorporated Wife, Berg, 1984
- Visibility and Power, Essays on Women in Society and Development, OUP India, 1986
- Persons and Powers of Women, Berg, 1992
- Women and Missions, Berg, 1993
- Bilingual Women, co-editor, Berg, 1994
- Money-Go-Rounds; women's use of rotating savings and credit associations, 1995
- Kingdom on Mount Cameroon, Berghahn Books, 1996
- Swedish Ventures in Cameroon; trade and travel; people and politics, 1883-1923, Berghahn Books, 2002
- Changing Sex and Bending Gender, Berghahn Books, 2005
- Professional Identities; Policy and Practice in Business and Bureaucracy, Berghahn Books, 2007
- War and Women Across Continents, Berghahn Books 2016